# Takanori Nishikawa
Takanori Nishikawa (西川 貴教, Nishikawa Takanori, nascido em 19 de Setembro de 1970) é um cantor, compositor, produtor musical e ator japonês. Ele também é conhecido como T.M.Revolution, que é o resumo de "Takanori Makes Revolution". (Porém, recentemente, ele passou também a usar seu nome de batismo para lançar o single novo "Bright Burning Shout" para o anime Fate/EXTRA Last Encore.) Seus singles, em grande maioria foram compostos por Akio Inoue e pelo compositor/arranjador Daisuke Asakura (ex-produtor do TMR).Nishikawa também é conhecido por suas contribuições em musicas de abertura e de encerramento em varias séries notáveis dos animes e dos jogos.
Nishikawa estreou como o TMR, com o lançamento de seu primeiro single "Dokusai (Monopolize)"  (独裁 -monopolize-) em maio de 1996. Mais tarde naquele ano, seu terceiro single "Heart of Sword (Yoake Mae)" (HEART OF SWORD ～夜明け前～), lançado em novembro de 1996, foi usado como a terceira música de encerramento do anime Rurouni Kenshin, com sucesso desse single e do anime, fez o T.M.Revolution ser conhecido no Ocidente, ampliando sua fan base nas Américas.
Ele também contribuiu com seis músicas para a franquia Mobile Suit Gundam SEED - três para o Gundam SEED e três para o Gundam SEED Destiny. Nishikawa também estrelou como um personagem menor em cada uma dessas séries de anime que apresentavam suas canções. Em 2010, seu single "Save the One, Save the All" foi usado como tema de encerramento do filme Bleach: Hell Verse. Também teve um caso de longa data com a série Sengoku Basara de videogames e franquia de mídia da Capcom, com várias de suas canções sendo usadas para ele, como as músicas: Utage, Naked arms, Sword Summit, Crosswise e Flags.
T.M.Revolution foi o primeiro artista a assinar com a Tofu Records, a gravadora afiliada da Sony Music Japan, responsável como a promoção de artistas japoneses na América do Norte. A Tofu lançou três álbuns do cantor nos Estados Unidos, que incialmente são: coordinate (2003), Seventh Heaven (2004) e vertical infinity (2005). Takanori fez sua estréia norte-americana ao vivo no Otakon, uma grande convenção de anime em 2003. Ele também se apresentou na Pacific Media Expo em 2004 e na New York Comic Con em 2008. Nishikawa revisitou sua performance em 2003 na convenção de cultura asiática Otakon se apresentando no 20º aniversário da Otakon em 10 de agosto de 2013. O cantor também fez sua primeira visita ao Brasil, em julho de 2017, no evento Anime Friends, sendo sua primeira visita ao pais. 

## Biografia

### Infância e Vida Pessoal
Takanori é fruto do casamento de um funcionario publico, Yasuhiro Nishikawa com a dentista Kazuko Nishikawa, eles se casaram em Hikone, porém, logo depois, eles se mudaram para Yasu, Shiga, onde Takanori acabou nascendo.  Ele comecou a estudar na Mikami Elementary School (三上小学校 Mikami Shōgakkō) e durante sua infância, ele ia visitar seu avô, que era um policial aposentado, sempre depois da escola, pelo fato de seus pais sempre estarem trabalhando, o avô lhe incentivou a treinar Kendo, porém ele só praticou até os dez anos de idade, parando assim, devido ao falecendo de seu avô. 
Logo em seguida, Nishikawa foi estuda na Yasu Junior High School (野洲中学校 Yasu Chūgakkō) e depois na  Yasu High School (滋賀県立野洲高等学校 Shiga Kenritsu Yasu Kōtō Gakkō). Enquanto estava no colegial, Takanori começou a considerar em ter uma carreira na música. Ele abandonou o ensino médio e deixou Shiga para perseguir seu sonho. Takanori também foi casado com Yumi Yoshimura da Puffy AmiYumi de 1999 a 2002. Eles se divorciaram depois que a infidelidade de Yoshimura veio à tona.

### Inicio da Carreira Musical
Takanori Nishikawa entrou na banda de visual kei rock Luis-Mary em 1989, se tornando vocalista do grupo. Sua banda apelidou Haine (灰猫) e com sua aparição na época, acabou se tornando a inspiração para o personagem de Nishikawa em Gundam SEED Destiny (Heine Westenfluss). O Luis-Mary lançou os singles; "Rainy Blue", "Whisper (In Your Eyes)" , "Drive Me Mad" e "La La Me". A banda se separou em 1993.

### Takanori Makes Revolution
Em 1995, se junta ao produtor musical Daisuke Asakura, sobe o selo FunHouse, agora propriedade da BMG Japan, assim lançando o single Black or White?, usando alcunha de Daisuke Asakura expd. Takanori Nishikawa. Esta música foi regravada em 1997 e também reorganizada em 2000 como o décimo segundo single da TMR, o Black or White? version 3. A música original “Black or White?” aparece também como a terceira faixa do primeiro álbum da TMR, Makes Revolution (1996). Nishikawa participou de um mini evento de três bandas em novembro de 1995. Seu fã-clube, o turbo, foi criado pouco depois, em dezembro de 1995. No início de 1996, Nishikawa fez várias aparições no rádio anunciando a estréia de seu projeto solo. Em 22 de março de 1996, o projeto recebeu o nome T.M.Revolution e com Asakura nomeado como produtor da TMR. 
Dokusai -monopolize- foi lançado em 13 de maio de 1996 sob o selo Antinos Records. Alcançou o 28º lugar nas paradas da Oricon. O desempenho de Nishikawa no programa de variedades de música da NHK, Pop Jam (que ele, mais tarde, em sua carreira, fez em onze meses) ajudou a impulsionar as vendas, vendendo todas as primeiras cópias do single. Seu segundo single, Hesoshukujo -Venus (臍 淑女 - ヴ ィ ー ナ ス -) foi lançado dois meses depois, seguido pelo lançamento do primeiro álbum da TMR, Makes Revolution, outro mês depois. 
Heart of Sword: Yoake Mae foi lançado em novembro de 1996 e foi usado como terceira música final de Rurouni Kenshin. Mais tarde, substituiu a música "The Fourth Avenue Cafe" da banda L'Arc-en-Ciel, como a quarta música final, devido a acusações de drogas contra um antigo membro da banda."Heart of Sword: Yoake Mae" acabou bombando e se tornou uma das músicas queridas dos fãs, como todo o sucesso, o single vendeu 360.000 cópias e alcançou o 16º lugar nas paradas da Oricon. O segundo álbum de Nishikawa, o restoration LEVEL➝3 [às vezes chamada Ishin Level➝3 (維新 レ ベ ル ➝3)] foi lançado em fevereiro de 1997, que alcançou o 5º lugar nas paradas da Oricon. 
O cantor lançou mais três singles( Level 4, High Pressure e White Breath) em 1997. A música High Pressure se tornou o single revolucionário para o TMR, pela venda de 800.000 cópias. O White Breath vendeu mais de um milhão de cópias e se tornou o primeiro single da TMR a alcançar o primeiro lugar nas paradas da Oricon. Nishikawa tocou White Breath na 48ª edição do Kōhaku Uta Gassen, um programa anual de música televisionado pela NHK. Menos de um mês depois, seu terceiro álbum triplo joker foi lançado e passou a vender dois milhões de cópias. Aoi Hekireki (霹靂 い 霹靂 Blue Lightning), a primeira faixa do Triple joker, foi recriada como single em fevereiro de 1998 e foi usada em um comercial da Yamaha JOG. 
Os três álbuns inciais do TMR também foram lançados em outras partes da Ásia e como isso, ele foi visitar o Taiwan em abril de 1998 para promover o Triple Joker. O single Hot Limit foi lançado em junho de 1998, vendeu 900.000 cópias e se tornou o segundo single # 1 de Takanori. Logo a depois, Nishikawa se apresentou novamente na 49ª edição do Kōhaku Uta Gassen. Seu quarto álbum, The Force, foi lançado em março de 1999 e contou com mixagens de álbuns dos quatro singles (Hot Limit, Thunderbird, Burnin 'X'mas, Wild Rush) que seguiram Aoi Hekireki. Logo após o The Force, Nishikawa realizou dois shows no Tokyo Dome para um público total de 100.000 pessoas.

### The End of Genesis T.M.R.evolution Turbo Type D
Em 1999, Nishikawa anunciou o fim do T.M.Revolution. E assim ele e Daisuke Asakura formaram o The End of Genesis T.M.R.evolution Turbo Type D (ou TMR-e). O nome era um tipo de incitação que era uma "evolução" do T.M.Revolution. Com essa fusão, Asakura começou a também aparece em seus videoclipes e também apresentar ao lado de Nishikawa. Todos os três singles foram lançados em 1999: Kagerō (K 炎 -KAGEROH-), Gekkō (GE 虹 -GEKKOH-) e Setsugen -winter dust- (雪 幻 -winter dust-). O unico álbum da dupla foi Suite Season, lançado em 2 de fevereiro de 2000. Porém, Nishikawa e Asakura começaram a ter problemas e ficaram a mais distantes um do outro, com isso, Nishikawa voltou ao seu nome artístico original em abril de 2000.

### A volta de T.M.Revolution e Internacionalização da carreira
BLACK OR WHITE? version 3, uma auto-capa, foi lançada em 19 de abril de 2000 e ela foi usada como tema de beisebol profissional na Nippon Television.  Após isso, foram lançados dois outros singles [HEAT CAPACITY e Madan ~Der Freischütz~ (魔弾 ～Der Freischütz～)], um álbum de remixes (DISCORdanza: Try My Remix ~Single Collections~), e um álbum de estúdio, progress, o quinto álbum do cantor, todos lançados em 2000. O single Boarding foi lançado em fevereiro de 2001. A faixa-título do single foi usada como tema de um drama chamado To Make Divided a House (Make れ さ せ せ Wakaresase Ya). A partir do seu décimo sexto single, Out of Orbit ~ Triple ZERO ~, com o lançamento do mesmo, um ano depois do album do progress, Nishikawa começou a se autoproduzir, porém, Asakura continuou a compor músicas para o TMR. Sua coletânea B☆E☆S☆T  foi lançada no mês seguinte. A Epic Records Japan comprou a Antinos Records naquele ano, e todos os álbuns no catálogo da Antinos foram relançados sob o selo Epic em 1 de julho de 2002. O single "Thunderbird" inspirou o diretor de anime Mitsuo Fukuda a pedir a Nishikawa para cantar a primeira música de abertura do Gundam SEED, que foi o single Invoke. Invoke foi lançado em setembro de 2002, vendeu 250.000 cópias e alcançou a posição # 2 nas paradas da Oricon. Nishikawa também atuou como Miguel Aiman no início da série e narrou um episódio de Gundam SEED.
Coordinate, seu sexto álbum original, foi lançado no dia 26 março de 2003. A capa era um close do GINN laranja personalizado, que o personagem de Nishikawa pilotou. (Laranja é a cor favorita de Nishikawa.]) "Meteor" (Meteor - ミ ー テ ィ ア -), uma faixa de álbum de coordenate, foi usada como uma música de inserção para o Gundam SEED. O álbum mix de "THUNDERBIRD", originalmente para o álbum The Force, também foi incluído neste álbum. Mais tarde, naquele ano, Nishikawa se tornou o primeiro artista a ser contratado pela Tofu Records, e o coordinate foi o primeiro álbum lançado por Tofu, assim tornando o álbum coordinate, o primeiro álbum internacional da carreira de Nishikawa. A versão de coordinate do Tofu também incluiu "HEART OF SWORD ~ Yoake Mae ~" como uma faixa bônus. Nishikawa fez sua estréia na Norte-americana na Otakon em agosto de 2003, o evento teve uma audiência tanto massiva que lotou o salão de festas e o um salão de exposições do Baltimore Convention Center em sua totalidade.
TMR lançou seu décimo oitavo single, Albireo (Albireo - ア ル ビ レ オ -), em fevereiro de 2004. (Albireo é uma estrela brilhante da constelação de Cygnus.) "Albireo" foi usado em um programa musical da Nippon Television chamado AX MUSIC-TV, onde foi # 49 na lista "power play" do programa. SEVENTH HEAVEN, seu sétimo álbum apropriadamente chamado, foi lançado em março de 2004. A Tofu Records lançou SEVENTH HEAVEN algumas semanas depois e Nishikawa se apresentou no Pacific Media Expo em maio de 2004. “Zips”, uma faixa do SEVENTH HEAVEN, foi usada como uma inserção música para o primeiro filme do Mobile Suit Gundam SEED: Special Edition. "Wheel of Fortune" foi usado como tema da Formula Nippon na Fuji Television. 
Nishikawa foi convidado para cantar a música tema japonês do Spider-Man 2 ("Web of Night"), por causa de sua performance no PMX 2004 e suas relações na Sony Music Japan. O single Web of Night foi lançado no final de julho de 2004, também incluiu um rearranjo de "Tears Macerate Reason" (originalmente do Seventh Heaven) e uma versão em inglês da música (traduzida por Lynne Hobday). Nishikawa filmou o PV "Web of Night" em ambos os idiomas. Ele também participou da estreia mundial do Homem-Aranha 2 vestindo um kimono tradicional japonês. "ignited" foi usado como a primeira música de abertura do Gundam SEED Destiny, que estreou em outubro de 2004. O lançamento do single foi o primeiro single da TMR a alcançar o primeiro lugar nas paradas da Oricon desde 1998, tornando-se o 900º single # 1 no gráfico da Oricon. Foi # 53 na parada de Top 100 Singles 2004 da Oricon, tendo vendido 161.324 cópias. Nishikawa também atuou como o persongem Heine Westenfluss em vários episódios de Gundam SEED Destiny. Seu personagem foi modelado diretamente após o próprio Nishikawa, ao contrário de Miguel Aiman do SEED, se baseando na época que Nishikawa fazia parte da banda Luis-Mary, o cabelo do personagem era assemelhava ao penteado de Nishikawa, até o nome do personagem é uma brincadeira com o pseudônimo de Nishikawa, (Haine). O primeiro nome de Heine é escrito como Haine (ハ イ ネ) em katakana. Os sobrenomes de ambos, Nishikawa e Westenfluss, significam "rio oeste" em japonês (西川) e alemão (Westenfluß), respectivamente. Curiosamente, o título de "ignited" é referencia da música no mobile suit (GOUF Ignited), que é o mobile suit do personagem de Nishikawa.
Vertical infinity foi lançado em 26 de janeiro de 2005 pela Epic e exatamente seis meses depois pela Tofu Records. O símbolo do infinito (inf), quando voltado verticalmente ou virado para os lados, parece o número 8. Esse também é o número de álbuns de estúdio originais que Nishikawa lançou até hoje como T.M.Revolution. O álbum incluiu varias mixagens dos singles de "Web of Night" (versões japonesa e inglesa) e "ignited". Também incluiu duas faixas em inglês, "Bring It On" (escrito por Nishikawa) e "Chase / The Thrill" (escrito por Hobday). "Chase / The Thrill" foi usado como tema japonês do international X Games motocross. Vertical infinity marcou uma mudança significativa no estilo musical do T.M.Revolution, já que apenas metade do álbum foi arranjado por Daisuke Asakura, enquanto Nishikawa organizou as outras faixas.
Com aproximação do aniversário de carreira com T.M.Revolution em maio de 2006 e também por causa de outros compromissos, Nishikawa não pôde visitar a América do Norte em 2005. Em abril de 2005, ele começou a co-apresentar o programa musical da NHK Pop Jam com a locutora do NHK Broadcasting Center, Yuriko Murakami e comédia duo ONU JASH (ュ ン ジ ャ ッ シ ュ Anjasshu). O vigésimo primeiro single de Nishikawa, Vestige (vestígio - vest ェ ス テ ィ ー ジ -), foi lançado em agosto de 2005.Foi seu quarto single, e o segundo consecutivo, a alcançar o primeiro lugar nas paradas da Oricon. "Vestige" foi usado como uma música de inserção para o Gundam SEED Destiny. "Crosswise", a outra faixa, foi usada como música-tema para o jogo Sengoku BASARA para a PlayStation 2. Vestige ficou em 54º lugar na parada 2005 da Oricon Top 100 Singles, com 176.028 cópias vendidas naquele ano. O single Vestige veio com uma senha única que foi usada para votar online (no site oficial do T.M.Revolution) para o qual as músicas apareceriam em um próximo álbum de capa. Essas músicas seriam rearranjadas e regravadas pra o álbum UNDER:COVER.
Dez músicas foram originalmente feitas para este álbum, mas devido à enorme quantidade de votos, outras quinze faixas foram gravadas. O álbum "self-cover best", intitulado UNDER: COVER, foi lançado em 1 de janeiro de 2006 e ficou em 8º lugar nas paradas da Oricon. UNDER: COVER veio em duas edições, limitada (ou primeira impressão) e regular. A edição regular continha quatorze faixas. A edição limitada veio com quatorze faixas, uma faixa bônus em um disco separado (versão instrumental de “Meteor”, a única contribuição de Daisuke Asakura para o álbum) e um pôster que listou os nomes de todas as pessoas que selecionaram as faixas. O rearranjo de “Zips” foi usado como uma música de inserção no primeiro filme do Mobile Suit Gundam SEED Destiny: Edição Especial.Nishikawa tocou a remix do UNDER: COVER de “WHITE BREATH” na 56ª edição de Kōhaku Uta Gassen, sua terceira aparição e a primeira desde 1998. Seu trabalho de co-hospedagem no Pop Jam chegou ao fim em março de 2006. Sua celebração de décimo aniversário foi realizada na Universal Studios Japan em Osaka em 13 de maio de 2006. Naquele dia, foi anunciado que Nishikawa se apresentaria na USJ, perto de Neverland, em Peter Pan, em seu 36º aniversário em 19 de setembro de 2006. Seu segundo álbum de coletânea, 1000000000000 (um seguido por 12 zeros), foi lançado em 7 de junho de 2006. Era um conjunto de dois discos que continha os principais de todos os vinte e um singles lançados até o momento, e foi classificado como número 1 nos gráficos da Oricon. O DVD correspondente, lançado três semanas depois, continha todos os vinte e quatro PVs TMR feitos. Nishikawa também estrelou em  um drama chamado Nursing Étoile no outono de 2006.

### Hiato do T.M.Revolution e Abingdon Boys School
Nishikawa entrou um hiato com TMR e criou uma nova banda chamada Abingdon Boys School em 2005. (Com o nome da escola onde o Radiohead se conheceu)E junto, ingressaram o ex-guitarrista do Wands,  Hiroshi Shibasaki, Sunao e Toshiyuki Kishi (ambos tocam na banda de apoio do T.M.Revolution). Abingdon Boys School marcou sete sucessos no top dez e lançou dois álbuns, além de turnês pela Europa e ter seus álbuns, incluindo canções em inglês, lançados através de uma gravadora alemã. A banda também se apresentou no show Live Earth em Tóquio, no Japão, em 7 de julho de 2007.

### Voltando com o T.M.R até atuamente
Nishikawa realizou o Real Time Countdown Party Revolution, um concerto ao vivo que ele fez com todos os seus fãs, na véspera de Ano Novo, para compensar a falta de material e singles novo do TMR.. Apesar de em entrevista na revista, Nishikawa afirmou que ele retornará em 2008 como T.M. Revolution. Seu novo single, 'Resonance', que apresenta todos os seus famosos sucessos e promove produtos da Sony em seu Music Video, é a música tema Anime do anime Soul Eater e foi lançado em 11 de junho. Resonance alcançou a 4ª posição Oricon Singles Chart no seu dia de lançamento. "Soul's Crossing", o lado B do single "Resonance".
O T.M.Revolution participou do "hide memorial summit", um festival de música para homenagear o décimo aniversário da morte do hide guitarrista do X Japan.  No New York Anime Festival 2008, o painel oficial de TMR e ABS sugeriu alguns 'projetos surpresa' envolvendo Nishikawa. Em 23 de março de 2009, o T.M.Revolution lançou um Memorial Box, chamado "T.M.REVOLUTION SINGLE COLLECTION 96-99 -GENESIS-", contem todas as músicas de seus singles, que vai ao de estréia, Dokusai -monopolize-独(裁-monopolize-a) té o décimo primeiro single, WILD RUSH. Esses singles foram lançados originalmente em minidiscos de 8 cm, mas atualmente está com um formato de CD de alta definição, Blu-spec CD (totalmente compatível com CD players padrão). A caixa também contém um DVD bônus do seu T.M.R. YEAR COUNTDOWN LIVE, um livro de fotos e conjunto de adesivos de logotipo. O preço da caixa é de 17 000 ienes, mas os singles também são vendidos separadamente.
T.M.Revolution lançou um single dedicado a um belo lago regional. Em 2009, a música foi apresentada durante os shows ao vivo conhecidos pelo título Lakers e pela primeira vez, será um single disponível apenas para download, foi marcado para o dia 3 de março de 2009 para disponibilização. A música Lakers também será a música da 65ª Maratona de Biwako.
Em 24 de março de 2010, o T.M.Revolution lançou um trabalho de colaboração com a franquia Gundam, chamada de T.M.R.×GUNDAM SEED SPECIAL PROJECT [X42S-REVOLUTION]. O CD terá todas as 5 músicas que ele fez para a série. Invoke, Ignited, Meteor, Zips e Vestige. Mas haverá uma 6ª faixa no CD chamada 'imaginary ark' e esta é a música do 30º aniversário do Gunpla. 
No dia 11 de agosto de 2010, foi lançado um single duplo,  'Naked Arms / Sword Summit'. Naked Arms foi a música de abertura do novo jogo Sengoku Basara. Uma versão em inglês da música será capaz na edição regular deste single. SWORD SUMMIT foi a nova abertura da segunda temporada do anime Sengoku Basara. Em 20 de Abril de 2011, foi lançado Cloud Nine, o nono álbum de T.M.Revolution, incluindo 12 músicas no total. A edição limitada, incluiu um DVD bônus com vídeos das músicas, imagens exclusivas e conteúdo exclusivo, o álbum incluiu as músicas resonance, crosswise, Imaginary Ark (mas essas só na edição limitada), Naked Arms, SWORD SUMMIT e Save the One, Save the All. 
Em 2013, Nishikawa juntou-se a Nana Mizuki em uma colaboração chamada TMRevolution X Nana Mizuki,eles lançaram dois singles, Preserved Roses e 革命デュアリズム, (Kakumei Dyuarizumu, lit. Revolution Dualism), ambos foram gravados para ser as músicas de abertura de Valvrave the Liberator, tanto as 1ª e 2ª Temporadas respectivamente.
Takanori anunciou seu novo álbum Ten (天) (Heaven). Seu décimo álbum e que vem em três edições programadas para lançamento em seu 19º aniversário em 13 de maio de 2015.Este álbum vem cerca de 4 anos após seu último álbum original, Cloud Nine. É composto por 15 faixas, incluindo "Flags", "The party must go on", e "Count Zero", que são todas as músicas que ele colaborou em Sengoku BASARA, como "Summer Blizzard" e "Heaven Only Knows ～Get the Power～", que foram liberados apenas digitalmente. Também incluiu músicas novas como "Double-Deal" e "Amakaze".O álbum vem em duas edições limitadas (A & B) e uma edição regular. A edição limitada A vem com um DVD com imagens ao vivo de 'Inazuma Rock Fes 2014', enquanto a edição limitada do DVD B contém um resumo de 'T.M.R. Live Revolution '14 em Taipei e uma entrevista.Depois, o T.M.Revolution realizou uma longa turnê intitulada "T.M.R. Live Revolution '15 -Ten-", que começou nos dias 4 e 5 de abril no Harmony Zama Hall em Kanagawa. 
Em 6 de abril de 2016, Nishikawa lançou o single "Committed RED / Inherit the Force". A música "Committed RED" foi usada para a música tema do PS4 Game Sengoku Basara: Sanada Yukimura-Den (Sengoku Basara: A Lenda de Sanada Yukimura), enquanto a música "Inherit the force" foi usada com música tema para  o jogo de PS Vita, Kidou Senshi Gundam EXTREME VS-FORCE. Nishikawa também foi destaque no primeiro single japonês da girlband AOA, - 愛をちょうだい- "Give Me The Love" durante esse tempo.
Em 11 de maio de 2016, ele lançou mais um álbum de coletânea, o terceiro da lista, o "2020 -T.M.Revolution All Time Best-". O álbum é lançado para celebrar 20 anos de sua carreira. O álbum contém 3 discos. No disco 1, contém todos os singles lançados desde o primeiro single até o ultimo single lançado em 2000 (todos os singles lançados de 1996 a 2000). No Disco 2, contém todos os singles lançados de 2001 a 2010. E no Disco 3, contém todos os singles lançados de 2011 até seus novos singles daquele ano (2016), "Inherit the Force" e "Committed RED". Na lista de faixas de DVD, ele contém o vídeo "20 Years of Nishikawa in 2020 Seconds", um vídeo que conta a história de sua carreira de 20 anos atrás até ano de lancamento desse álbum.
Em 19 de setembro de 2017, ele lançou um single digital intitulado "BIRI x BIRI", em colaboração com Shuta Sueyoshi, da banda AAA, a música em si é usada como tema do filme Overdrive, conhecido no Japão como "Scramble". Este single também é marcado pelo fato de Nishikawa usa seu nome real, em vez de usar seu nome artístico, T.M.Revolution. Em vários artigos promovendo o filme e sua contribuição para ele, ele afirmou que queria experimentar mais e diferentes estilos de música em seu próprio nome. Em 7 de março de 2018, ele lançará um single intitulado "Bright Burning Shout", que foi lançado digitalmente em 28 de janeiro de 2018; a música será usada como tema de abertura do anime Fate / Extra Last Encore de 2018.
Ele cobriu "Ever Free" para o álbum Tribute Impulse de 6 de junho de 2018, que um tributo ao cantor hide do X Japan. 

## Álbuns e Singles

### T.M.Revolution

#### Álbuns de estúdio
- Makes Revolution (12 de Agosto de 1996)
- restoration LEVEL➝3 ( 21 de Fevereiro de 1997)
- triple joker (21 de Janeiro de 1998)
- the force (10 de Março de 1999)
- progress (12 de Outubro de 2000)
- coordinate (26 de Março de 2003)
- SEVENTH HEAVEN (17 de Março de 2004)
- vertical infinity (26 de Janeiro de 2006)
- CLOUD NINE (20 de Abril de 2011)
- Ten (25 de Março de 2015)[94]

#### Singles
- BLACK OR WHITE? ( 25 de Maio de 1995) *como Daisuke Asakura expd. Takanori Nishikawa
- "独裁 -monopolize-" (Dokusai -monopolize-) (13 de Maio de 1996)
- 臍淑女 -ヴィーナス- (Hesoshukujo -Venus-) ( 17 de Julho de 1996)
- HEART OF SWORD ～夜明け前～ (HEART OF SWORD ~Yoake Mae~) (11 de Novembro de 1996)
- LEVEL 4 (21 de Abril de 1997)
- HIGH PRESSURE (1 de Julho de 1997)
- WHITE BREATH (22 de Outubro de 1997)
- 蒼い霹靂 (Aoi Hekireki; Blue Thunder) (25 de Fevereiro de 1998)
- HOT LIMIT (24 de Junho de 1998)
- THUNDERBIRD (7 de Outubro de 1998)
- Burnin’ X’mas (28 de Outubro de 1998)
- WILD RUSH (3 de Fevereiro de 1999)
- BLACK OR WHITE? version 3 (19 de Abril de 2000)
- HEAT CAPACITY (24 de Maio de 2000)
- 魔弾 ～Der Freischütz～/Love Saver (Madan ~Der Freischütz~; Magic Bullet ~The Freeshooter~) (6 de Setembro de 2000)
- BOARDING (7 de Fevereiro de 2001)
- Out of Orbit ~Triple ZERO~ (20 de Fevereiro de 2002)
- INVOKE (30 de Outubro de 2002)
- Albireo (25 de Fevereiro de 2004)
- Web of Night (28 de Julho de 2004)
- ignited (3 de Novembro de 2004)
- vestige (17 de Agosto de 2005)
- resonance (11 de Junho de 2008)
- Naked Arms/Sword Summit (11 de Agosto de 2010)
- Save The One, Save The All (1 de Dezembro de 2010)
- FLAGS (22 de Junho de 2011)
- Preserved Roses (with Nana Mizuki) (15 de Maio de 2013)
- Kakumei Dualism (with Nana Mizuki) (23 de Outubro de 2013)
- HEAVEN ONLY KNOWS ~Get the Power~ (6 de Novembro de 2013)
- Count ZERO/Runners high (12 de Fevereiro de 2014) *Segundo single com a banda SCANDAL
- Tsukiyabureru- Time to Smash! (6 de Agosto de 2014)
- Phantom Pain (3 de Setembro de 2014)
- DOUBLE -DEAL (8 de Agosto de 2015)
- Committed RED / Inherit the Force (6  de Abril de 2016)
- RAIMEI (31 de Agosto de 2016) [95]

#### Coletâneas
- DISCORdanza: Try My Remix ~Single Collections~  (28 de junho de 2000) *álbum de remixes
- B☆E☆ S☆T (6 de março de 2002)
- UNDER:COVER (1 de janeiro de 2006)
- 1000000000000 (7 de junho de 2006) [compilação do 10º aniversário]
- X42S-REVOLUTION (24 de março de 2010) *Parte da celebração do 30º aniversário de Gundam
- UNDER:COVER 2 (27 de fevereiro de 2013)
- GEISHA BOY: Anime Song Experience (9 de agosto de 2013) *Compilação de Canções Anime Exclusivas do Otakon 2013
- Conte ZERO / Runners high - Sengoku BASARA 4 EP (12 de fevereiro de 2014) *compilado com a banda japonesa Scandal
- 2020 -T.M.Revolution All Time Best- (11 de maio de 2016)

### Takanori Nishikawa
- BIRI X BIRI (feat. com o Shuta Sueyoshi do AAA) (19 de Setembro de 2017)
- Bright Burning Shout (7 de março de 2018)[96]

### the end of genesis T.M.Revolution turbo type D

#### Album
- Suite Season (2 de fevereiro de 2000)[97]

#### Singles
- 陽炎 -KAGEROH- (Kagerō; Heat Haze) (23 de junho de 1999)
- 月虹 -GEKKOH- (Gekkō; Moon Rainbow) (22 de setembro de 1999)
- 雪幻 -winter dust- (Setsugen -winter dust-; Snow Illusion -winter dust-) (17 de novembro de 1999)[98]

## Referencias e Fontes
1. 1 2  «"Bright Burning Shout" by Takanori Nishikawa (single details + full songs)». visual ioner (em inglês). 8 de março de 2018
2. ↑  «T.M.Revolution Official Website». www.tm-revolution.com (em japonês). Consultado em 21 de julho de 2018
3. ↑  «Takanori Nishikawa Official Website». Takanori Nishikawa Official Website (em japonês). Consultado em 21 de julho de 2018
4. ↑  «T.M.Revolution | ソニーミュージック オフィシャルサイト». www.sonymusic.co.jp (em japonês). Consultado em 23 de julho de 2018
5. ↑  «T.M.Revolution | ソニーミュージック オフィシャルサイト». www.sonymusic.co.jp (em japonês). Consultado em 21 de julho de 2018
6. ↑  Inc., Natasha,. «T.M.Revolution今冬公開劇場版「BLEACH」主題歌を担当 - 音楽ナタリー». 音楽ナタリー (em japonês). Consultado em 21 de julho de 2018
7. ↑  «西川貴教、生涯「BASARA」テーマ曲宣言！？». ORICON NEWS (em japonês)
8. 1 2  «Naked arms / Sword Summit [w/ DVD, Limited Edition (Animation Ver.)] T.M.Revolution CD Maxi». CDJapan (em inglês)
9. ↑  «Utage [Regular Edition] T.M.Revolution CD Album». CDJapan (em inglês)
10. ↑  «Flags [Regular Edition] T.M.Revolution CD Maxi». CDJapan (em inglês)
11. ↑  «News/Updates: Article Detail». 20 de fevereiro de 2013. Consultado em 21 de julho de 2018
12. 1 2  «Prolific Singer T.M.Revolution to Perform at Otakon». Anime News Network (em inglês)
13. ↑  «TODO O CARISMA DE T.M.REVOLUTION NO ANIME FRIENDS 2017». 9 de Julho de 2017
14. ↑  «O Anime Friends 2017 está chegando! Saiba tudo o que rolará no evento». trecobox.com.br. Consultado em 21 de julho de 2018
15. ↑  «T.M. Revolution vem ao Brasil! | JWave». www.jwave.com.br. Consultado em 21 de julho de 2018
16. ↑  «滋賀ふるさと観光大使／滋賀県». 21 de julho de 2011. Consultado em 21 de julho de 2018
17. ↑  滋賀県. «滋賀ふるさと観光大使／滋賀県». www.pref.shiga.lg.jp (em japonês). Consultado em 21 de julho de 2018. Arquivado do original em 24 de setembro de 2015
18. ↑  «Takanori Bus Tour "Mikami elementary school" - T.M.Revolution & abingdon boys school blog：楽天ブログ». 楽天ブログ (em japonês)
19. ↑  «Live Report in OMIYA on 05 May - T.M.Revolution & abingdon boys school blog：楽天ブログ». 楽天ブログ (em japonês)
20. ↑  «Additional Live Performance is Added to Tour shecule! - T.M.Revolution & abingdon boys school blog：楽天ブログ». 楽天ブログ (em japonês)
21. ↑  «Takanori Bus Tour " Yasu High School " - T.M.Revolution & abingdon boys school blog：楽天ブログ». 楽天ブログ (em japonês)
22. ↑  «Takanori Bio Part 2 (Private Life)». Consultado em 21 de julho de 2018
23. ↑  «El Primer Matrimonio de Yumi». puffyamiyumifanclub.foroactivo.com (em espanhol)
24. ↑  «TMR西川貴教がPUFFY吉村由美と離婚することになった原因ｗｗｗｗｗ（画像あり） | 音楽がないと生きていけない系ヲタがまとめてみた». 音楽がないと生きていけない系ヲタがまとめてみた (em japonês). 22 de agosto de 2015
25. ↑  siinakun (15 de dezembro de 2008), Luis-Mary☆RAINY BLUE, consultado em 21 de julho de 2018
26. ↑  J-POP-ROCK-CHANNEL RMRSUV (5 de agosto de 2017), Luis-mary Drive Me Mad, consultado em 21 de julho de 2018
27. ↑  TMR2015ABS (10 de maio de 2015), Luis-Mary / La La Me【PV】, consultado em 21 de julho de 2018
28. ↑  «Luis-Mary biography | Last.fm». Last.fm (em inglês). Consultado em 21 de julho de 2018
29. ↑  «Behind the Music: Takanori Nishikawa». Consultado em 21 de julho de 2018
30. ↑  Trys Kits (4 de agosto de 2017), T M  Revolution & Daisuke Asakura   PV   Black or White, consultado em 21 de julho de 2018
31. 1 2  «T.M.Revolution | ソニーミュージック オフィシャルサイト». www.sonymusic.co.jp (em japonês). Consultado em 21 de julho de 2018
32. 1 2  «T.M.Revolution | ソニーミュージック オフィシャルサイト». www.sonymusic.co.jp (em japonês). Consultado em 21 de julho de 2018
33. 1 2 3 4 5  «(( welcome to... Takanori Nishikawa... english fan site of t.m.revolution))». 17 de julho de 2006. Consultado em 21 de julho de 2018
34. ↑  Trys Kits (4 de agosto de 2017), T M  Revolution & Daisuke Asakura   Live   Siren's Melody + Black or White, consultado em 21 de julho de 2018
35. ↑  «avi popjam 1996 t.m.revolution monopolize - Vídeo Dailymotion». Dailymotion. 28 de fevereiro de 2015. Consultado em 22 de julho de 2018
36. ↑  Marce Chamorro (22 de novembro de 2013), Samurai X - Ending 3, consultado em 21 de julho de 2018
37. ↑  «歌ネット：アーティストプロフィール L'Arc～en～Ciel». 16 de dezembro de 2008. Consultado em 21 de julho de 2018
38. 1 2  «(( welcome to... Takanori Nishikawa... english fan site of t.m.revolution))». 17 de julho de 2006. Consultado em 21 de julho de 2018
39. ↑  T.M.Revolution Channel (2 de fevereiro de 2018), Takanori Nishikawa with Daisuke Asakura (as T.M.R-e), consultado em 21 de julho de 2018
40. ↑  Inc., Natasha,. «T.M.R.×浅倉大介、w-inds.×スキマ「Mフェア」で共演実現 - 音楽ナタリー». 音楽ナタリー (em japonês). Consultado em 21 de julho de 2018
41. ↑  «the end of genesis T.M.R.evolution turbo type D | ソニーミュージック オフィシャルサイト». www.sonymusic.co.jp (em japonês). Consultado em 21 de julho de 2018
42. ↑  piutikaki (16 de agosto de 2009), Gundam Seed OP1 HD, consultado em 22 de julho de 2018
43. 1 2  «T.M.Revolution - Anime News Network». www.animenewsnetwork.com (em inglês). Consultado em 22 de julho de 2018
44. ↑  «coordinate  TM Revolution CD Album». CDJapan (em inglês)
45. ↑  «The color that represents T.M.Revolution is orange. - TMR Unofficial International fan club Winds-Turbo：楽天ブログ». 楽天ブログ (em japonês)
46. ↑  «T.M.Revolution | ソニーミュージック オフィシャルサイト». www.sonymusic.co.jp (em japonês). Consultado em 22 de julho de 2018
47. 1 2  «T.M.Revolution | ソニーミュージック オフィシャルサイト». www.sonymusic.co.jp (em japonês). Consultado em 22 de julho de 2018
48. ↑  «T.M.Revolution | ソニーミュージック オフィシャルサイト». www.sonymusic.co.jp (em japonês). Consultado em 22 de julho de 2018
49. ↑  «Sound Decision - T.M.R at Spider-Man 2». Anime News Network (em inglês)
50. ↑  piutikaki (16 de agosto de 2009), Gundam Seed Destiny OP1 HD, consultado em 22 de julho de 2018
51. ↑  «GundamOfficial :: Cosmic Era :: Gundam Seed :: Credits». archive.is. 4 de setembro de 2012
52. 1 2  «T.M.Revolution | ソニーミュージック オフィシャルサイト». www.sonymusic.co.jp (em japonês). Consultado em 22 de julho de 2018
53. 1 2  «T.M.Revolution | ソニーミュージック オフィシャルサイト». www.sonymusic.co.jp (em japonês). Consultado em 22 de julho de 2018
54. ↑  «T.M.Revolution | ソニーミュージック オフィシャルサイト». www.sonymusic.co.jp (em japonês). Consultado em 22 de julho de 2018
55. ↑  «T.M.Revolution『デビュー10周年は支えてきてくれた皆に恩返し』-ORICON STYLE ミュージック». www.oricon.co.jp (em japonês). Consultado em 22 de julho de 2018
56. ↑  T.M.Revolution Fans Page (21 de julho de 2018), T.M.Revolution / 10th Aniversary in Universal Studios Japan [PART 1], consultado em 22 de julho de 2018
57. ↑  «T.M.Revolutionが誕生日にUSJでスペシャルイベント！». ORICON NEWS (em japonês)
58. ↑  «T.M.Revolution、オリジナル・ベストの詳細発表». ORICON NEWS (em japonês)
59. ↑  日本放送協会. «特集ドラマシリーズ「介護エトワール」｜NHKドラマ». NHKドラマ (em japonês). Consultado em 22 de julho de 2018
60. ↑  «abingdon boys schoolのプロフィール». ORICON NEWS (em japonês)
61. ↑  «Abingdon Boys School of rock is now in session | The Japan Times». 1 de maio de 2018. Consultado em 23 de julho de 2018
62. ↑  «abingdon boys school | ソニーミュージック オフィシャルサイト». www.aabbss.com (em japonês). Consultado em 23 de julho de 2018
63. ↑  «T.M.Revolution | ソニーミュージック オフィシャルサイト». www.sonymusic.co.jp (em japonês). Consultado em 23 de julho de 2018
64. ↑  IstayaTheBird (5 de junho de 2013), Soul Eater Opening 1 - Resonance [English Lyrics], consultado em 23 de julho de 2018
65. ↑  «T.M.Revolution、今、充実の時». ORICON NEWS (em japonês)
66. ↑  «Conferência do hide Memorial Summit». JaME Brasil (em bz)
67. ↑  «Memorial concerts for X Japan guitarist hide to be held». Japan Today (em inglês)
68. ↑  «New York Comic Con 2008 Information | AnimeCons.com». AnimeCons.com. Consultado em 23 de julho de 2018
69. ↑  «T.M.Revolution | ソニーミュージック オフィシャルサイト». www.sonymusic.co.jp (em japonês). Consultado em 23 de julho de 2018
70. ↑  Inc., Natasha,. «T.M.Revolution、びわ湖マラソン応援曲を配信リリース - 音楽ナタリー». 音楽ナタリー (em japonês). Consultado em 23 de julho de 2018
71. ↑  musicJAPANplus, © 2010. «T.M.Revolution to Release his First Download-Only Single! - musicJAPANplus -Pick up+-». musicJAPANplus
72. ↑  «T.M.Revolution | ソニーミュージック オフィシャルサイト». www.sonymusic.co.jp (em japonês). Consultado em 23 de julho de 2018
73. ↑  «ガンプラ30周年特別企画　西川貴教"専用機"ガンプラ制作決定». ORICON NEWS (em japonês)
74. ↑  «T.M.Revolution『本音トークが炸裂！15周年を迎えた"今のT.M.Revolution"とは？！』-ORICON STYLE ミュージック». www.oricon.co.jp (em japonês). Consultado em 23 de julho de 2018
75. ↑  «Cloud Nine [w/ DVD, Limited Edition / Type A] T.M.Revolution CD Album». CDJapan (em inglês)
76. ↑  «T.M.Revolution | ソニーミュージック オフィシャルサイト». www.sonymusic.co.jp (em japonês). Consultado em 23 de julho de 2018
77. ↑  «T.M.Revolution x Nana Mizuki "Preserved Roses" Full Version MV Viewable on YouTube for 24 Hours Only | Tokyo Otaku Mode News». otakumode.com (em inglês). Consultado em 23 de julho de 2018
78. ↑  «水樹奈々×T.M.Revolution「革命デュアリズム」のアーティスト写真およびジャケット写真が公開に | OKMusic». okmusic.jp. Consultado em 23 de julho de 2018
79. ↑  «T.M.Revolution | ソニーミュージック オフィシャルサイト». www.sonymusic.co.jp (em japonês). Consultado em 23 de julho de 2018
80. ↑  «T.M.Revolution | ソニーミュージック オフィシャルサイト». www.sonymusic.co.jp (em japonês). Consultado em 23 de julho de 2018
81. ↑  «T.M.Revolution to release 10th album on 19th anniversary day | tokyohive.com». www.tokyohive.com (em inglês). Consultado em 23 de julho de 2018
82. ↑  «Novidades sobre o novo single de T.M.Revolution – JBox». www.jbox.com.br. Consultado em 23 de julho de 2018
83. ↑  «T.M.Revolution to release new single in April». The Hand That Feeds HQ (em inglês). 8 de março de 2016
84. ↑  AOAVEVO (19 de abril de 2016), AOA - 「愛をちょうだい feat. TAKANORI NISHIKAWA (T.M.Revolution)」 -Music Video-, consultado em 23 de julho de 2018
85. ↑  «"セクシー・エンジェル"AOA×西川貴教『愛をちょうだい』全世界配信開始 - ドワンゴジェイピーnews». ドワンゴジェイピーnews
86. ↑  «T.M.Revolution | ソニーミュージック オフィシャルサイト». www.sonymusic.co.jp (em japonês). Consultado em 23 de julho de 2018
87. ↑  «"西川貴教"名義初楽曲「BIRI x BIRI」の詳細解禁 | OKMusic». okmusic.jp. Consultado em 23 de julho de 2018
88. ↑  «西川貴教 | ソニーミュージック オフィシャルサイト». www.sonymusic.co.jp (em japonês). Consultado em 23 de julho de 2018
89. ↑  «西川貴教、Shuta Sueyoshi（AAA）参加の新曲は「BIRI×BIRI」 | BARKS». BARKS (em japonês)
90. ↑  «Trailer de Fate/Extra Last Encore mostra tema de opening | OtakuPT». www.otakupt.com. Consultado em 23 de julho de 2018
91. ↑  «西川貴教 | ソニーミュージック オフィシャルサイト». www.sonymusic.co.jp (em japonês). Consultado em 23 de julho de 2018
92. ↑  «hide tribute album starring MIYAVI, ACID ANDROID, HISASHI, Nishikawa Takanori». JROCK NEWS (em inglês). 12 de abril de 2018
93. ↑  «New tribute album: "hide TRIBUTE IMPULSE" (album details)». visual ioner (em inglês). 21 de abril de 2018
94. ↑  «T.M.Revolution | ソニーミュージック オフィシャルサイト». www.sonymusic.co.jp (em japonês). Consultado em 23 de julho de 2018
95. ↑  «T.M.Revolution | ソニーミュージック オフィシャルサイト». www.sonymusic.co.jp (em japonês). Consultado em 23 de julho de 2018
96. ↑  «西川貴教 | ソニーミュージック オフィシャルサイト». www.sonymusic.co.jp (em japonês). Consultado em 23 de julho de 2018
97. ↑  «the end of genesis T.M.R.evolution turbo type D | ソニーミュージック オフィシャルサイト». www.sonymusic.co.jp (em japonês). Consultado em 23 de julho de 2018
98. ↑  «the end of genesis T.M.R.evolution turbo type D | ソニーミュージック オフィシャルサイト». www.sonymusic.co.jp (em japonês). Consultado em 23 de julho de 2018